# キタカタ
株式会社キタカタは、新潟県新潟市中央区に本社を置く、外食チェーン店の運営企業。
「越後茶屋｣を新潟市内に展開するほか、ラーメンの「越後秘蔵麺 無尽蔵」、居酒屋の「地鳥庵」等の店舗を直営及びフランチャイズにより全国的に展開している。特にラーメンの「越後秘蔵麺 無尽蔵」については、使用している麺を売り物として全国に展開している。この麺は「新潟県なまめん工業協同組合」と「新潟県農業総合研究所食品研究センター」の両者が研究・開発し、2件の特許（特許第3629563号・特許第3671175号）を取得している。
2006年には、中国・北京市にも進出した。

## 本社所在地
- 新潟県新潟市中央区女池上山1-5-17

## 沿革
- 1976年3月 - 越後茶屋を開業
- 1980年3月22日 - 株式会社サカイゼネラルフーズとして設立
- 1983年10月14日 - 株式会社越後茶屋を設立
- 1992年3月 - サカイゼネラルフーズが株式会社キタカタに商号変更
- 2001年6月 - キタカタと越後茶屋の2社を統合
- 2002年12月 - 資本金を5000万円に増資
- 2006年7月 - 喜多方（北京）飲料管理有限公司を設立（中国・北京市）

## 店舗展開

### 店舗ブランド
同社が展開している店舗ブランド。
- 越後秘蔵麺 無尽蔵 （ラーメン）
- 会津喜多方ラーメン 蔵 （ラーメン）
- らーめん・中華 一龍 （ラーメン）
- 越後茶屋 （和食レストラン・居酒屋）
- 地鳥庵 （焼鳥・おでん

### フランチャイジー
同社が他社のフランチャイジーとして展開している店舗。
- ペッパーランチ （ステーキ）
- 釜めし 五頭の山茂登 （釜飯）
- 100時間カレー(カレー)

### 国外店舗
同社が国外に展開している店舗。
- 日本料理 喜多方 （和食・ラーメン・カレーライス、中国・北京市）

## グループ企業
- 株式会社ピカンズ
- 株式会社神戸インターナショナル
- 喜多方（北京）飲料管理有限公司